# Ароранги
Ароранги (англ. Arorangi) — один из пяти районов Раротонги (Острова Кука). Расположенный в западной части острова, его границы соответствуют племени Пуаикура и Тиномана Арики.
В настоящее время округ состоит из 3 избирательных округов, расположенных с севера на юг.
- Руаау, Тапаре, Покоину-и-Раро, Токерау, Инаве, Ареренга
- Акаоа, Тейпере, Ваиакура;

## История
У истоков района было основание одноименной деревни миссионерами Лондонского миссионерского общества в 1828 году. Миссионер  Аарон Бузакотт первый возвёл здание в районе (в настоящие время там находится администрация).
В 1827 году  планировалось объединить население двух племен Пуайкура и Теауотонга в Аваруа. Но Джон Уильямс счел более благоразумным основать новую миссионерскую станцию на землях прежнего. Станция была доверена Папейхи, молодому новообращенному из Бора-Бора , которые Уильямс депонировал на Раротонгу в 1823 году. Последний, кроме того, был женат в 1824 году на Те Ваируа о те Ранги, дочери Энуарурутини.
Миссионер Уильям Гилл, во время своего прибывания на острове, построил новую христианскую церковь, в замен уничтоженной ураганом в 1846 году.
Согласно легенде, имя Ароранги происходит от выражения «аро ки те ранги» (лицом к небу, поднимая лицо к небу). Термин Ароранги также иногда используется для обозначения племени.